# Union sportive Tyrosse rugby Côte sud
O Union Sportive Tyrosse Rugby Côte Sud é um clube francês de rugby que tem a sua sede em Saint-Vincent-de-Tyrosse.
O clube foi fundado em 24 de Junho de 1919, resultando da fusão de duas colectividades existentes: o Sport Athlétique Tyrossais e o Ralliement.
Actualmente a equipa sénior actua no terceiro escalão do campeonato francês, a Fédérale 1.
O internacional português Francisco Fernandes actua no US Tyrosse na posição de pilar esquerdo.